# مورييل ويلديل أونسلو
مورييل ويلديل أونسلو (بالإنجليزية: Muriel Wheldale Onslow)‏ (31 مارس 1880- 19 مايو 1932) كيميائية بريطانية، ولدت في برمنغهام بانجلترا، وتزوجت من عالم الكيمياء الحيوية فيكتور ألكسندر هربرت هويا أونسلو، الابن الثاني لإيرل أونسلو الرابع. لدى مورييل العديد من الأبحاث في وراثة لون زهرة الخطم بصورة خاص وصبغة الكيمياء الحيوية في النباتات مثل الانثوسيانين. التحقت بمدرسة الملك إدوارد السادس الثانوية في برمنغهام. في عام 1900، التحقت بكلية نيونهام في كامبريدج، ثم تخصصت في نفس الجامعة في علم النبات. لم تحصل أونسلو على أي درجة من جامعة كامبريدج لكونها لا تمنح الدرجات العلمية للنساء حتى عام 1948. فيما بعد عملت مع مجموعة باتيسون الوراثية في كامبريدج، حيث قامت بتقديم خبرة في علم الوراثة الكيميائية الحيوية والتحري عن وراثة لون البتلة في زهرة الخطم.
تعتبر أونسلو من أوائل النساء التي تم تعيينهم في منصب دكتورة جامعية في كامبريدج، بعد انتقالها إلى قسم الكيمياء الحيوية. تم كتابه مسرحية عنها مع ثلاث علماء كيمياء حيوية.

## السيرة الذاتية

### حياتها العلمية والمهنية
مورييل ويلديل أونسلو هي الابنة الوحيدة للمحامي جون ويلديل. التحقت بمدرسة الملك إدوارد السادس الثانوية في برمنغهام، وكانت معروفة بين مدارس البنات بتعليماتها العلمية. في عام 1900، التحقت بكلية نيونهام في كامبريدج وحققت نتيجة من الدرجة الأولى في الجزء الأول من رحلات العلوم الطبيعية.
في عام 1903، انضمت إلى مجموعة عالم الأحياء البريطاني وليام باتسون- أول من يستخدم مصطلح علم الوراثة لوصف دراسة الوراثة وكبير رواد أفكار غريغور يوهان مندل بعد إعادة اكتشافهم في عام 1900- لعلم الوراثة في جامعة كامبريدج حيث بدأت دراستها في التركيز على تفاعل العوامل ووراثة لون البتلة في زهرة الخطم. قام كل من باتيسون وأونسلو مع مجموعة من جامعة نيونهام، بإجراء سلسلة من تجارب التكاثر في الأنواع النباتية والحيوانية المختلفة بين عام 1903 وعام 1910.
في بداية عام 1906، كان لدي أونسلو بيانات كافية لصياغة تحليل مبدئي عملي حول وراثة زهرة الخطم. من عام 1906 إلي عام 1908 عملت مساعد محاضر في كليتها الخاصة. في عام 1907، بمساعدة من بيتسون حددت أونسلو، ظاهرة العلاقة الشبيهة بالهيمنة بين ازواج مختلفة من العوامل غير المتوازية علي أنها رعاف. عملت أونسلو علي دراسة لعلم الوراثة علي تلوين الزهرة في نهاية المطاف تقديرا كبيرا، في عام 1907 قامت بنشر كامل للميراث الوريدي الورود في النغمات الورقية والأوراق الأربعة التالية التي تم نشرها في عامي 1909 و 1910.
في الفترة ما بين عامي 1911 و 1914 كانت في منحة دراسية في معهد إينيس البستانية، بالإضافة إلى عملها المختبري، حازت علي جائزة أفضل فنانة نباتية في المعهد خلال هذا الوقت. في عام 1913، أصبحت واحدة من أول ثلاث نساء يتم انتخابهن في نادي الكيمياء الحيوية والذي سيُعرف لاحقًا باسم جمعية الكيمياء الحيوية بعد استبعاد النادي الأولي للنساء في عام 1911.

### الكتب
- أنثوسيانين أصباغ النباتات، عام 1916، نقحت في عام 1925.
- الكيمياء الحيوية النباتية العملية، عام 1920.
- مبادئ الكيمياء الحيوية النباتية، المجلد الأول، عام 1931.

## وصلات خارجية
- مورييل ويلديل أونسلو على موقع الموسوعة البريطانية (الإنجليزية)

- أعمال مورييل ويلديل أونسلو- أرشيف الإنترنت.
- السيرة الذاتية لمورييل ويلديل أونسلو-المعهد الملكي لبريطانيا العظمى، 14 يوليو 2010.
- كريز، ماري ر. س. (2004). «أونسلو، مورييل ويلديل (1880-1932)». قاموس أكسفورد للسيرة الوطنية.
- غولد، كيفن س. (2010-07-26). «الفصل 7 موريل ويلدال أونسلو وإعادة اكتشاف وظيفة الأنثوسيانين في النباتات». التطورات الحديثة في بحوث البوليفينول. ص. 206.
- «إشعار النعي: مورييل ويلديل أونسلو. 1880-1932».
- «موريل ويلديل أونسلو (1880-1932): عالم الكيمياء الحيوية النباتية الرائدة».